# 比亚韦斯托克雅盖隆足球俱乐部
比亚韦斯托克雅盖隆足球俱乐部（波蘭語：Jagiellonia-Białystok Sportowa Spółka Akcyjna，波蘭語發音：[jaɡʲɛ(l)ˈlɔɲa bjaˈwɨstɔk]）是波兰波德拉謝省比亚韦斯托克一家足球會，球隊得名自历史上的。

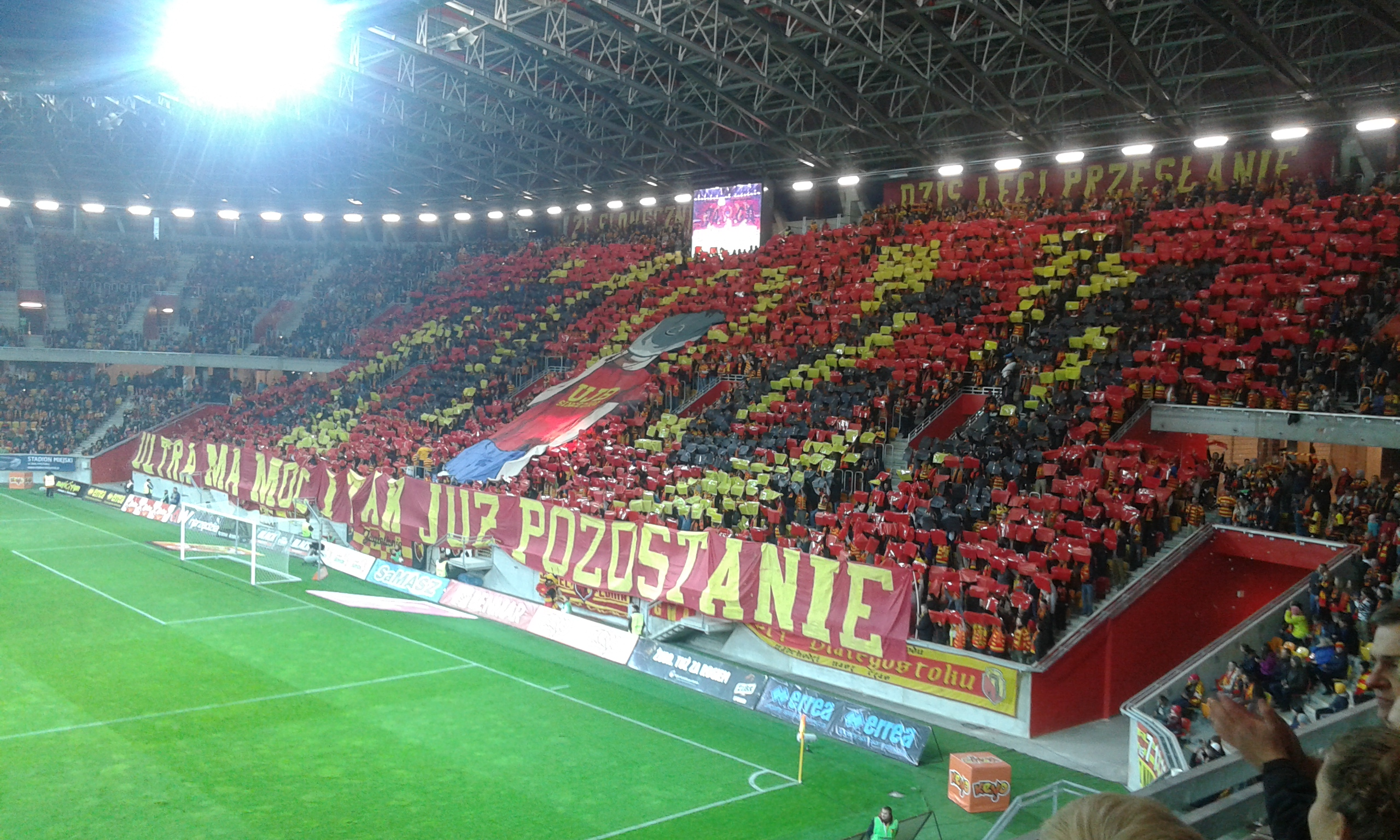

## 榮譽
- 波蘭足球甲級聯賽
  - 冠軍 (1): 2023–24
  - 亞軍 (2): 2016–17, 2017–18
  - 季軍 (1): 2014–15

- 波蘭超級盃
  - 冠軍 (1)：2010

- 波蘭盃
  - 冠軍 (1)：2009–10
  - 亞軍 (2)：1988–89, 2018–19

## 曾效力过的著名球员
- 蒂亞戈·西奥内克
- 巴爾特沃梅伊·德龍戈夫斯基
- 卡米爾·格羅西茨基
- 尤泽比乌兹·斯莫拉雷克
- 泰利·史高斯

## 外部連結
- 俱乐部官方网站（页面存档备份，存于） （波兰語） （英文）
- 球迷网页（页面存档备份，存于） （波兰語）
- Sportowa Spółka Akcyjna Jagiellonia Białystok（页面存档备份，存于） （波兰語）
- 比亞韋斯托克市立體育場（页面存档备份，存于） （波兰語）